# Loxandrus vitiosus
Loxandrus vitiosus är en skalbaggsart som beskrevs av Allen. Loxandrus vitiosus ingår i släktet Loxandrus och familjen jordlöpare. Inga underarter finns listade i Catalogue of Life.